# Om påvens makt och överhöghet
Om påvens makt och överhöghet (på latin: De potestate et primatu papae tractatus per theologos Smalcaldiae congregatos conscriptus, på tyska: Von der Gewalt und Obrigkeit des Bapsts, durch die Gelehrten zusammengezogen zu Scmalkalden) är en luthersk skrift som ingår i de lutherska bekännelseskrifterna. Skriften författades av Philipp Melancthon, och tar bland annat avstånd från tanken att påven enligt gudomlig rätt skulle vara överställd andra präster. Om påvens makt och överhöghet återfinns även i Svenska kyrkans bekännelseskrifter.